# Acoustic EP (3 Doors Down)
Acoustic EP è un EP del gruppo rock statunitense 3 Doors Down, pubblicato nel 2005.

## Tracce
1. Let Me Go (Acoustic) – 3:47
2. Landing in London (Acoustic) – 4:44
3. Here Without You (Acoustic) – 3:52
4. Be Somebody (Acoustic) – 3:09
5. My World (Acoustic) – 3:00